# Élection à la direction du Parti conservateur britannique de 1997
L'élection à la direction du Parti conservateur de 1997 pour élire le nouveau chef du Parti conservateur en raison de la démission de John Major après la défaite des conservateurs lors des élections générales de 1997. 
William Hague devient le nouveau chef du parti.

## Résultats
| Candidats      | Candidats      | Vote des députés | Vote des députés | Vote des députés | Vote des députés | Vote des députés | Vote des députés |
| Candidats      | Candidats      | 1er tour 10 juin | 1er tour 10 juin | 2e tour 17 juin  | 2e tour 17 juin  | 3e tour 19 juin  | 3e tour 19 juin  |
| Candidats      | Candidats      | Votes            | %                | Votes            | %                | Votes            | %                |
| -------------- | -------------- | ---------------- | ---------------- | ---------------- | ---------------- | ---------------- | ---------------- |
|                | Kenneth Clarke | 49               | 29,9             | 64               | 39,0             | 72               | 44,2             |
| William Hague  | 41             | 25,0             | 62               | 37,8             | 90               | 55,2             |                  |
| John Redwood   | 27             | 16,5             | 38               | 23,2             | Éliminé          | Éliminé          |                  |
| Peter Lilley   | 24             | 14,6             | Retrait          | Retrait          | Retrait          | Retrait          |                  |
| Michael Howard | 23             | 14,0             | Éliminé          | Éliminé          | Éliminé          | Éliminé          |                  |
|                | Abstention     | 0                | 0                | 0                | 0                | 1                | 0,6              |
| Total          | Total          | 164              | 100              | 164              | 100              | 164              | 100              |